# Ptenidium laevigatum
Ptenidium laevigatum är en skalbaggsart som beskrevs av Wilhelm Ferdinand Erichson 1845. Ptenidium laevigatum ingår i släktet Ptenidium, och familjen fjädervingar. Enligt den finländska rödlistan är arten sårbar i Finland. Arten är reproducerande i Sverige. Artens livsmiljö är parker, gårdsplaner och trädgårdar.